# Pez abisal

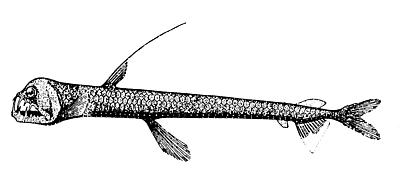
Chauliodus conocido como pez víbora, miden entre 30 y 60 cm. Se cree que «es el pez con los dientes más largos en proporción al tamaño de su cuerpo».

Los peces abisales son especies acuáticas que habitan en las profundidades de los mares y los océanos, más específicamente en la zona abisal o zona abisopelágica. Estos peces sobrepasan los 1000 metros de profundidad, distancia donde la luz solar no llega.

## Hábitat
Algunas especies de peces abisales frecuentan y habitan la zona hadal, también conocida como la «zona del hades» situada a más de 6000 metros de profundidad como el Eurypharynx pelecanoides llamado comúnmente pez pelícano que llega a los 8000 metros. Otras sobrepasan estos límites como el caso de la Babosa de aletas afiladas Careproctus longifilis que se puede sumergir a una profundidad que va desde los 8000 hasta los 9000 metros.
Estos peces están adaptados para vivir en este entorno que carece de luz. Soportan las altas presiones ya que sus tejidos poseen grandes cantidades de agua, gracias a esa «igualdad de presión interior-exterior no mueren aplastados». En otras palabras, sus cuerpos y sus órganos están adaptados a estas presiones desde que nacen y, por tanto, no experimentan ningún tipo de cambios o diferencias.
Uno de los rasgos más distintivos en esta clase de peces es su aspecto monstruoso, además presentan ceguera por la falta de luz en su hábitat, es por esto que cazan y perciben todo por medio del olfato.

## Características
Principales características de los peces abisales:
- Son peces diminutos los machos 3 cm y las hembras 15 _ 20 cm
- Sus cuerpos son generalmente blandos.
- Bocas de gran tamaño.
- Dientes desproporcionados y filosos.
- Se reproducen lentamente.
- Ojos grandes y desarrollados para la oscuridad.
- Estómagos extensibles.
- Falta de pigmentación.

## Especies
Ejemplares de peces abisales:

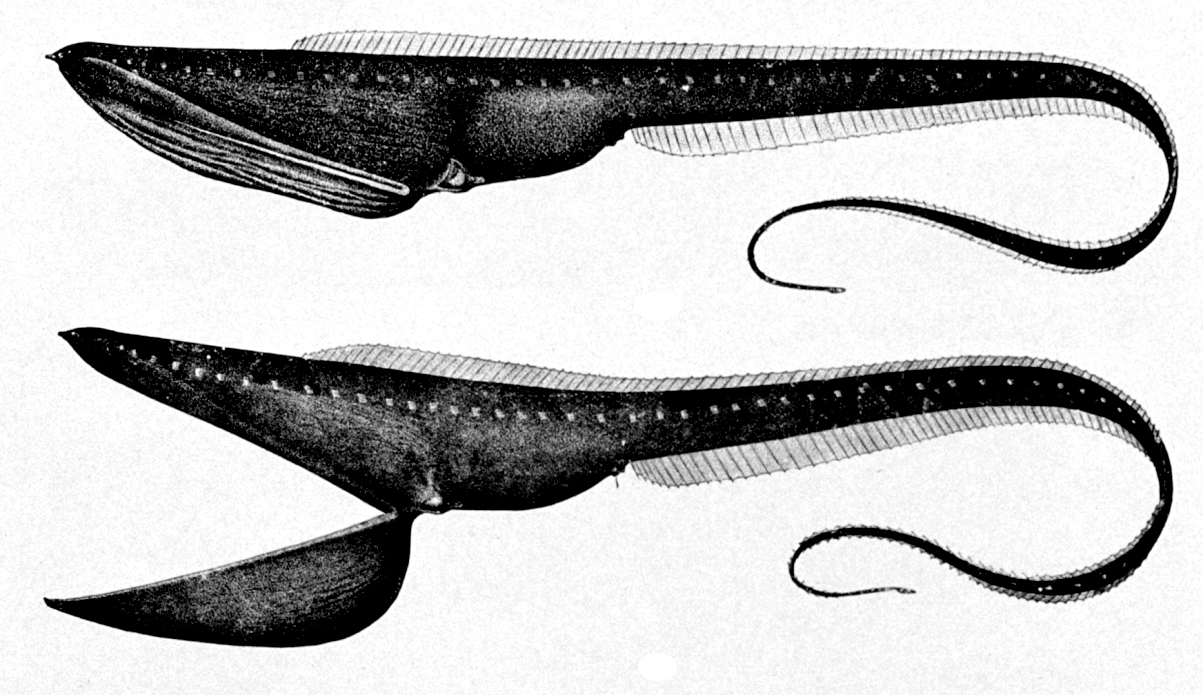
Eurypharynx pelecanoides (pez pelícano), que se puede encontrar en profundidades de hasta 8000 metros.
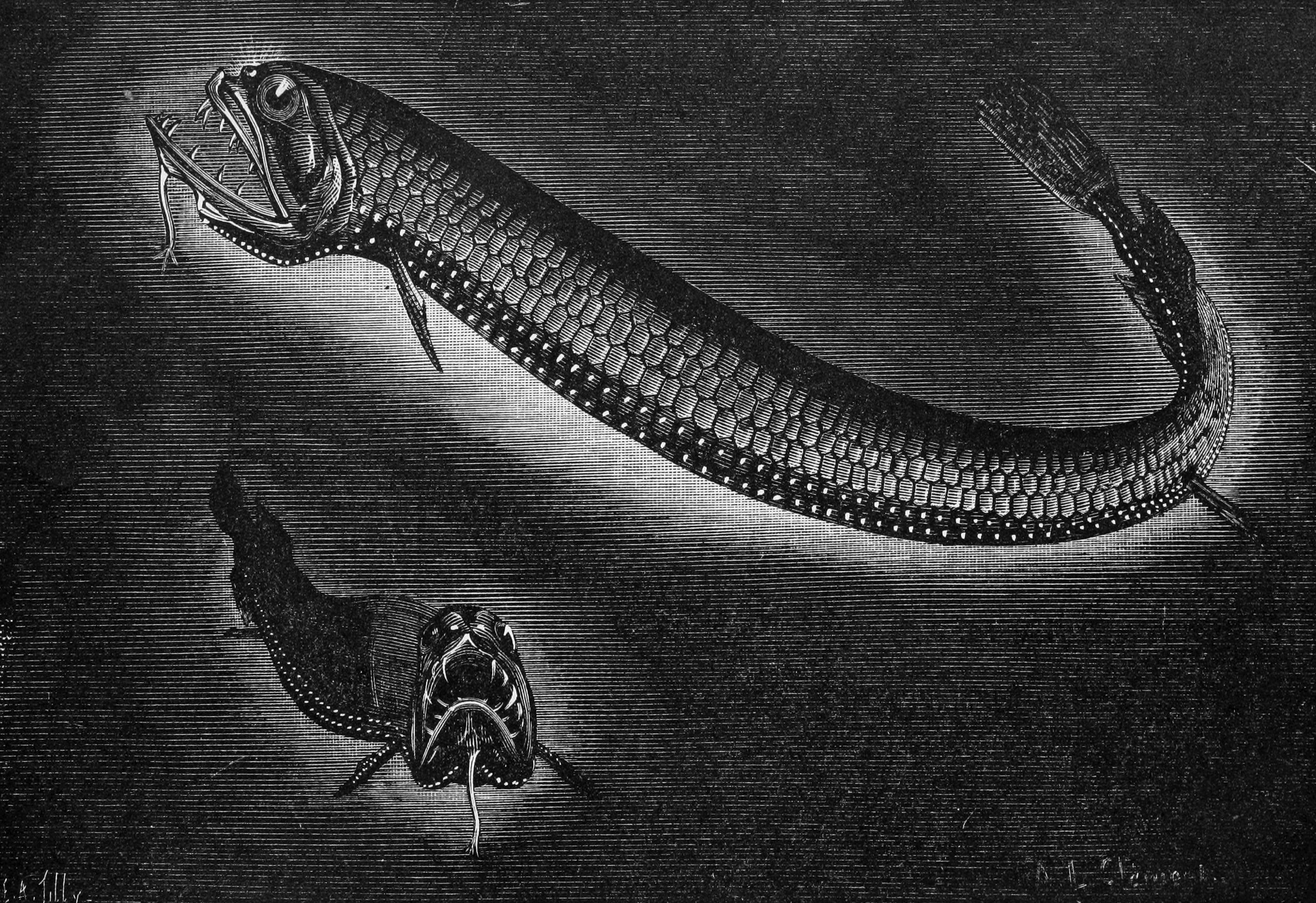
Stomias boa (pez dragón), que alcanza los 4500 metros de profundidad, posee grandes dientes.
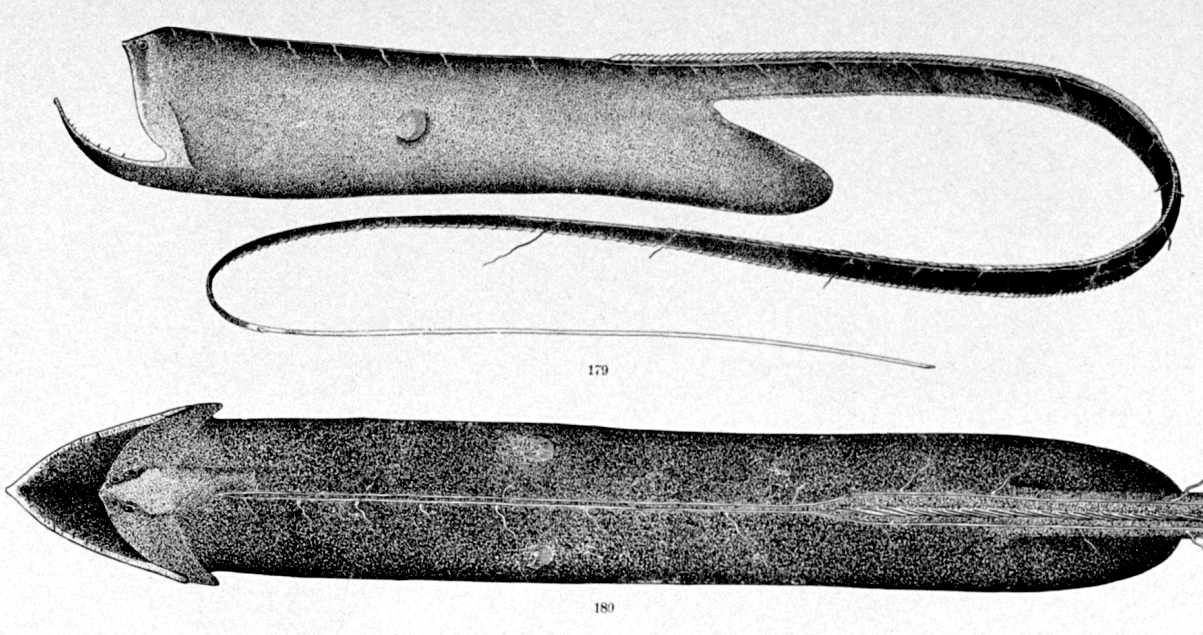
Saccopharynx, género de peces abisales que viven entre los 1800 y 6000 metros.
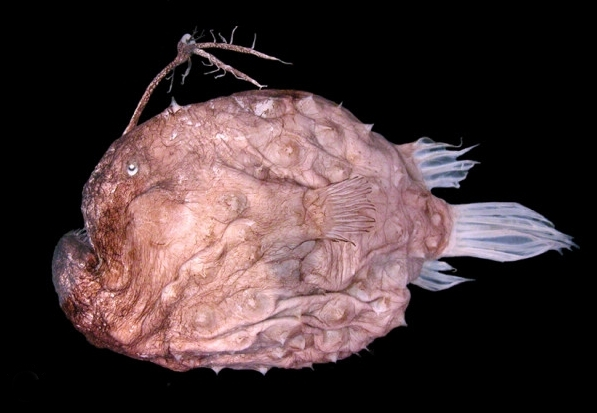
Himantolophus appelii rape o pez espinoso que mide 4 decímetros.